# Grant Delpit
Grant Terrell Delpit (New Orleans, 20 settembre 1998) è un giocatore di football americano statunitense che milita nel ruolo di safety per i Cleveland Browns della National Football League (NFL).

## Carriera universitaria
Delpit giocò a football alla Louisiana State University dal 2017 al 2019. Nel suo primo anno al college giocò 13 partite di cui 10 da titolare, facendo registrare 60 tackle e un intercetto.
Divenne un titolare stabile degli LSU Tigers a partire dalla stagione 2018. Come titolare, venne inserito nella formazione ideale della Southeastern Conference e venne nominato All-American per due anni consecutivi.
Nel suo ultimo anno al college vinse il campionato nazionale NCAA e il Jim Thorpe Award, assegnato al miglior defensive back del college football.

## Carriera professionistica
Delpit fu scelto dai Cleveland Browns nel corso del secondo giro (44º assoluto) del Draft NFL 2020. A causa delle rottura del tendine d'Achille perse tutta la sua stagione da rookie. Il 25 agosto fu inserito in lista infortunati.
Nella prima metà della stagione 2022 faticò ma si riprese nella seconda parte, culminando nella sua prova del penultimo turno contro i Washington Commanders in cui mise a segno 7 tackle e 2 intercetti su Carson Wentz nella vittoria per 24-10.